# Asola
Asola est une commune italienne de la province de Mantoue, en Lombardie. 

## Administration
| Période                                  | Période  | Identité         | Étiquette | Qualité |
| ---------------------------------------- | -------- | ---------------- | --------- | ------- |
| 14 juin 2004                             | En cours | Giovanni Calcina |           |         |
| Les données manquantes sont à compléter. |          |                  |           |         |

### Hameaux
Barchi, Castelnuovo, Gazzuoli, San Pietro, Sorbara.

### Communes limitrophes
Acquanegra sul Chiese, Canneto sull'Oglio, Casalmoro, Casaloldo, Casalromano, Castel Goffredo, Fiesse (BS), Gambara (BS), Mariana Mantovana, Piubega, Remedello (BS).

## Jumelages
- Lésigny (Seine-et-Marne) (France).